# Capella Henrici
Die Capella Henrici ist ein am Bamberger Dom angesiedelter Projektchor, der im Jahr 2003 von Domorganist Prof. Markus Willinger ins Leben gerufen wurde. Sie ist nach dem Gründer des Bistums Bamberg, König (ab 1014 Kaiser) Heinrich II. (latinisiert Henricus, Genitiv Henrici, 973–1024) benannt. Das Ensemble umfasst ca. 20 Sängerinnen und Sänger, zum Teil Berufsmusiker, zum Teil sehr erfahrene Laien. Zielsetzung ist die Aufführung von anspruchsvoller Chormusik von der Gregorianik bis in die Gegenwart im Rahmen der Liturgie.
Der Chor kommt in der Regel viermal jährlich zusammen, um an einem Sonntag die morgendliche Messfeier des Domkapitels sowie am selben Tag ein Abendlob zu gestalten, das meist eng an die Form des anglikanischen Evensong angelehnt ist. Gelegentlich tritt zum Chor ein ad hoc zusammengestelltes Instrumentalensemble, mit dem dann z. B. eine Kantate von Johann Sebastian Bach im liturgischen Rahmen realisiert wird. Feste Chortermine sind in der Regel der vierte Adventssonntag und das Fest der Taufe des Herrn (am Sonntag nach dem 6. Januar) als Abschluss der Weihnachtszeit; dazu kommen zwei wechselnde weitere Sonntage im Laufe des Kirchenjahres.

## Anmerkung
1. ↑  Das gilt nicht, wenn der 4. Adventssonntag – wie z. B. 2023 – auf den Heiligen Abend fällt.